# 小鑽灰蝶
小鑽灰蝶（學名：Horaga albimacula），又名白斑灰蝶、姬三尾小灰蝶、姬三尾灰蝶。

## 描述
本種為中小型灰蝶，具明顯雌雄二型性。體背黑褐色，腹側白色。雄蝶頭部有毛，頭頂褐色，額白色帶褐紋，複眼具白輪緣且表面光滑。觸角褐色帶白環，下唇鬚棒狀、黑褐混白鱗。胸腹背面褐色，腹面白色。足白色帶黑褐紋，前足跗節癒合，末端鈍，脛節具特化鱗毛束。雌蝶與雄蝶相似，但前足跗節不癒合、無性標，脛節亦無毛束。
前翅長11-17 mm，呈三角形，翅頂尖，外緣與前緣呈弧形；後翅扇形，有三條絲狀尾突，CuA2脈最長。翅背面底色黑褐，雄蝶低溫型個體前翅基部與後翅多區有藍紫色金屬光澤斑塊，前翅中央具白斑；雌蝶則僅有白斑，藍紋不明顯或缺。翅腹面為褐、黃褐或土黃色，前翅具不規則褐色曲線與內側白紋，CuA2脈近基部有褐色性標；後翅具直線紋及外側白斑，CuA2室紋路呈V形，CuA1室內有黑斑與藍或綠金屬弦月紋。後翅外緣有金屬色鑲邊斑點，CuA2室為灰色，其餘為黑褐色，1A+2A室末端有短金屬線。
緣毛方面，前翅前緣褐色、後緣白色，後翅緣毛則為白色。

## 分佈
分布於泛東洋區，臺灣島內遍及低地至山區。

## 棲地
棲息於常綠闊葉林、都市林及果園等環境，一年多代，成蟲飛行活潑，喜訪花。幼蟲以多種闊葉植物的嫩芽、花或果為食，寄主包括桶鉤藤、山櫻花、饅頭果、烏桕、野桐、山埔姜、水金京、盾柱木、龍眼、無患子、樟葉槭、鼠刺及桃實百日青等。